# Екатеринославский горный институт
Екатеринославский горный институт — высшее учебное заведение горного профиля Российской империи, созданное на базе Екатеринославского высшего горного училища.
Наименования:
- Екатеринославское высшее горное училище (1899—1912)  ➤
- Горный институт императора Петра Великого (1912—1917)  ➤.

## История

### Предпосылки создания
Пуск в 1884 году Екатерининской железной дороги, соединившей Кривой Рог и Донбасс, дал мощный толчок для развития угольной, железнорудной и металлургической промышленности в Приднепровье.
Быстрое развитие промышленности в регионе требовало увеличения численности инженерно-технического персонала. Немногочисленные специалисты, которые работали на шахтах и заводах, были в основном иностранцами. Отечественных инженеров практически не было. Не было в крае и высших учебных заведений для подготовки нужных специалистов.
26 января 1896 года гласные Городской Думы подняли вопрос об основании в Екатеринославе горного института. Спустя 5 месяцев прошение об этом они направили в Министерство финансов. После долгих прений в верхах 4 июня 1899 года было утверждено «Положение» о Екатеринославском Высшем горном училище: в Петербурге решили, что на юге империи нужен не институт, выпускники которого в дальнейшем смогут заниматься сугубо научной деятельностью, а именно училище, которое будет готовить специалистов-практиков.
Однако в отличие от прочих горных училищ России Екатеринославское было названо Высшим. Для поступления в училище нужно было иметь среднее образование.
Будущему вузу городская власть бесплатно выделила земельный участок на Соборной площади стоимостью 200 тыс. руб. и ещё 200 тыс. руб. на строительство учебных корпусов. 50 тыс. руб. выделил из собственных прибылей депутат городской думы, предприниматель М. С. Копылов, более 200 тыс. руб. – съезд горнопромышленников. Образованный 1 июня 1898 г. «Комитет для сбора пожертвований и постройки зданий Екатеринославского высшего горного училища» собрал почти 100 тыс. руб. Всего было собрано более 600 тыс. руб.
В конце лета 1899 года в местной прессе было опубликовано объявление: «В сентябре 1899 года в Екатеринославе открывается Высшее горное училище с двумя разрядами: горным и заводским. Это высшее учебное заведение имеет целью специальное образование лиц, посвятивших себя преимущественно практической деятельности по горному делу. Окончившие училище получают диплом на звание горного техника с правом и самостоятельно заведывать различными отраслями горного или заводского, соответственно разряду, дела и производить горные и заводские сооружения».
В 1899 году 352 жителя юга империи изъявило желание обучаться горному или заводскому делу. 177 из них прошли конкурсный экзамен и были допущены ко вступительным экзаменам. И только 77 абитуриентов были приняты на первый курс.
Высшее горное училище начало свою деятельность сразу же после подписания Николаем ІІ «Положения о Екатеринославском высшем горном училище» - 4 (16) июня 1899 года, поскольку к этому времени была проведена огромная организационная и финансовая работа.

### Екатеринославское высшее горное училище

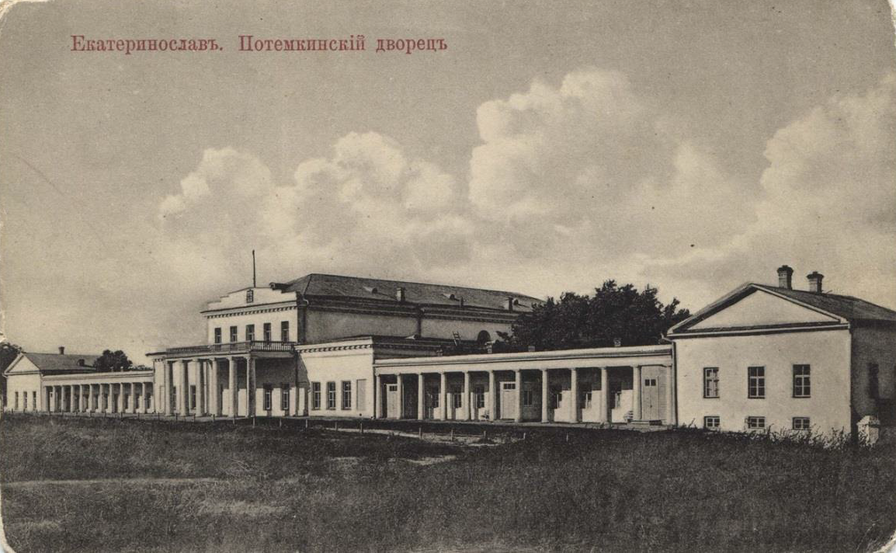
Здание Потёмкинского дворца в Екатеринославе, где начались занятия высшего горного училища

Церемония открытия Екатеринославского высшего горного училища состоялась 30 сентября (12 октября) 1899 года в Потёмкинском дворце. Собственного здания училище на тот момент не имело и Дворянское собрание предоставило училищу помещения дворца на первые
два учебных года. В апреле 1900 года началось строительство учебных корпусов училища.
Первым директором училища был горный инженер С. Н. Сучков (1899—1908), а вторым — профессор геологии Н. И. Лебедев.
Училище имело целью специальное образование лиц, посвящающих себя преимущественно практической деятельности по горному делу (рудничному и заводскому). В Училище принимались лица окончившие курс высших или средних учебных заведений, по выдержании экзамена по черчению и рисованию. Учебный курс в Училище установлен (первоначально) в 3 года; на практические занятия по специальным предметам уделяется ежегодно по 4 летних месяца. По окончании теоретического курса в Училище учащиеся в течение 6 месяцев занимаются исключительно практической разработкой заданного проекта и подготовкой к защите его. Училище имело два отделения — горное и заводское; первое должно давать практических и более образованных, чем дает Штейгерская школа, техников для рудничного дела, второе — практически образованных техников для заведования различными заводскими цехами.
В Училище преподавались: 1) богословие, 2) высшая математика, 3) аналитическая механика, 4) строительная механика, 5) прикладная механика, 6) горно-заводская механика, 7) физика, 8) электротехника, 9) химия, 10) минералогия, 11) геология и учение о месторождениях полезных ископаемых, 12) геодезия, 13) горное искусство, 14) обогащение руд и каменного угля, 15) маркшейдерское искусство, 16) строительное искусство, 17) металлургия, 18) технология металлов, 19) черчение и начертательная геометрия, 20) счетоводство и горно-заводское хозяйство, 21) горное законодательство, 22) технические переводы по одному из 3 иностранных языков и 23) оказание помощи в несчастных случаях. Выдержавшие испытания и защитившие проект получали диплом на звание горного техника.
После службы не менее 2-х лет на горно-промышленных предприятиях, горные техники могли держать экзамен на 3-й и высшие курсы Горного института или на звание горного инженера.
25 мая 1903 года император Николай II утвердил постановление Государственного Совета об увеличении срока обучения в Екатеринославском училище до 4-х лет и присвоении выпускникам званий рудничного инженера и инженера-металлурга. Постановление (1903) перевело училище на уровень высшего образовательного учреждения. Штат Училища был определён в 104350 руб. Учебные пособия Училища состояли к 1 января 1904 г. из основной и учебной библиотек, 13 кабинетов и 2 лабораторий.
Окончило курс в 1903 году — 16 инженеров, в 1904 — 20 инженеров. На 1 января 1905 года в училище насчитывалось 258 учащихся (160 на горном отделении и 98 на заводском отделении).
Всего в течение 1903—1917 годов институт окончило 457 человек, получивших звание инженеров.
На рубеже XIX-XX веков самой грандиозной стройкой в Екатеринославе стал комплекс высшего горного училища. На выделенном Городской Думой (1898) участке земли под здания училища 19 августа 1900 года были торжественно, с молебном, заложены два корпуса: главный и химический.
Проектирование комплекса училища поручили А. Бекетову, который задумал его в грандиозных масштабах. В первую очередь планировались главный учебный корпус и учебный корпус для химического отделения. Главный корпус имел вид вытянутого прямоугольника, в центре его – конференц-зал и домашняя церковь. Химический корпус планировали сделать двухэтажным. Вскоре оказалось, что проект является слишком дорогостоящим. В итоге объём главного корпуса урезали до 5/7 (отказались от помещений церкви, музея, конференц-зала и других) и, в конце концов, до 2/5 от начального проекта. В сентябре 1901 года был полностью
закончен химический и значительная часть главного корпуса и училище начало работать в своих помещениях.
В 1910-м профессорский совет училища выступил со своим предложением – преобразовать учебное заведение в Горный институт и присвоить ему имя императора Петра І. Только через два года эти ходатайства были удовлетворены.

### Горный институт императора Петра Великого
19 июня 1912 года Государственная Дума после продолжительного обсуждения законопроекта приняла Закон о преобразовании Екатеринославского высшего горного училища в горный институт с 1 июля 1912 года.
В июле 1912 года Екатеринославское Высшее горное училище было преобразовано в Горный институт императора Петра Великого. Из бюджета выделили 1125370 рублей на достройку комплекса. Однако проект, выполненный Бекетовым, окончательно отклонили.
Первым ректором Екатеринославского горного института стал профессор геологии Николай Иосифович Лебедев.
Обучение в вузе было платным. Неимущих, но способных студентов поддерживало общество воспомоществования бедным студентам. Практиковались многоразовые академические отпуска: можно было проучиться год, затем взять отпуск, накопить денег и снова вернуться к учёбе — отсюда выражение «вечный студент». Так, например, в 1903 году, когда училище выпустило первых специалистов по горнозаводскому делу, из 77-ми поступивших дипломы получили только 17.
В 1913-м году студенты института организовали кооператив по печатанию конспектов: книги по предметам не всегда можно было достать, записывать лекции за преподавателем успевали не все, поэтому сообразительные будущие инженеры стали за свой счёт печатать конспекты, которые покупали и студенты, и институтская библиотека.
В первую мировую войну в главном корпусе Горного располагался лазарет. Не проводились тут занятия и во время Гражданской войны.
В 1921 году институт вновь заработал, но уже под именем большевика Артёма, к горной промышленности имевшего отношение постольку, поскольку, как сообщалось обывателям, он «интересовался горным делом».